# الرجل المنتظر (مسلسل)

## قصة
بعد أن يسرق شوقي أموال أبيه، يهرب من القرية تاركًا حبيبته سعاد التي تتزوج أخيه صديق، وتنجب منه ابن وتموت ويصبح شوقي من رجال الأعمال، خاصة بعد زواجه من دولي الفتاة الثرية وينجب منها بنت لكنه يهملها وينشغل بطموحاته.

## فريق العمل

### بطولة
| عائلة شوقي عمران - محمد رياض:شوقي عمران - أحمد سلامة:صديق - رشوان توفيق:عمران عائلة أبو حناطة - محمد الدفراوي:أبو حناطة - خيرية أحمد:أم حناطة - عايدة رياض:سعاد - محمد الصاوي:حمامة | عائلة إبراهيم بك - عمر الحريري:إبراهيم بك - بثينة رشوان:دليلة - إبراهيم خان:إسماعيل - رجاء الجداوي:ماجدة هانم - دينا نور:ألفت - عماد الراهب:وفيق الأحفاد - ياسر فرج:شوقي صديق - نور قدري:سعاد شوقي - أحمد عقل:عمران الصغير | عائلة سعيد الجن - المنتصر بالله:سعيد الجن - سيد شفيق:الوجه الجديد أهل القرية - ألفت سكر:مرات العمدة - أنور عبد المنعم:العمدة - أحمد فوزي - هدى رشدي - محمد سعيد محمود | رجال الميناء - حمدي شرف الدين - نعيم عيسى - مجدي سعيد - هشام الجمل - محمد عتريس - وهيب إميل - مصطفى توفيق - مجدي فوزي - سامي العدل:كامل |

أشترك في التمثيل
- تغريد وهبي
- جوزيف وجيه
- نجلاء شعير
- نهى إبراهيم
- محب كاسر
- أشرف أمين
- سميحة إبراهيم
- جورج وصفي
- محمد ثروت